# История на Белгия
Историята на Белгия започва още в древността. Името на държавата идва от келтското племе белги, което е живяло в Ниските земи. Тя се е явявала кръстопът на Европа от географски поглед и поради това в последните 2000 години на територията ѝ живели различни народи. В Белгия следите си оставили келти, римляни и германи. Влизала в територията на Франция, Нидерландия, Испания и Австрия.
Първите познати народи, населявали Белгия, били белгите. Те били келтски племена, които дошли от Северна Галия и били подчинени през 54 пр.н.е от Юлий Цезар. След разпадането на Римската империя през 5 век, германите се заселили в териториите на бившата римска провинция Галия, на територията на която по-късно франките формирали своята държава. Крал Кловис I приел християнството. По времето на Карл Велики територията на днешна Белгия повторно се включила във Франкската империя. През 800 той се самопровъзгласил за император на Свещената римска империя – титла, която скоро била призната и от папата.
По-късно този регион бил включен в земите на Испанска Нидерландия, докато протестантските провинции не получават независимост. Последвала австрийска власт, която била заменена от няколкогодишно френско владение по времето на Наполеон Бонапарт. След като Наполеон окончателно бил отстранен от власт през 1815, тези земи отново влезли в територията на Нидерландия. През 1830 избухнала Белгийската революция, чийто резултат бил окончателната независимост на Белгия.
С помощта на Великобритания за крал бил избран Леополд I. Главната политика на новосъздадената държава била неутралността ѝ, която била нарушена през 1914, когато Германия я нападнала. Така Белгия била принудена да се включи в Първата световна война. През 1940 тя била повторно нападната от Нацистка Германия, като част от Операция Маркет-Гардън, а след войната неутралната политика била изоставена.
По време на Студената война, Белгия е член на Северноатлантическия пакт и един от основателите на Европейската икономическа общност (днес основа на Европейския съюз).

## Древност
Най-ранните данни за заселване на днешната територия на Белгия са останки от неандерталци на възраст около 100 хиляди години. Неолитната Култура на линейно-лентовата керамика достига източните части на страната около 5000 г. пр. Хр., като свързваните с нея останки от селища имат защитни стени. През този период от северозападна Франция до Нидерландия е разпространена характерна керамика, която някои автори свързват с културата на линейно-лентовата керамика, а други – с преднеолитно население, съжителстващо с нея в региона. С по-късно неолитно население се свързват Неолитните кремъчни мини в Спиен. Изглежда през следващите столетия земеделието изчезва от територията на днешна Белгия и отново се възстановява с разпространението на Михелсбергската култура.
Населението на днешна Белгия започва да нараства по-съществено през бронзовата епоха във II хилядолетие пр. Хр. Страната е в обхвата на три последователни археологически култури – културата на полетата с погребални урни, халщатската култура и латенската култура. Последните две, отнасяни към желязната епоха, се свързват с индоевропейско население и по-конкретно с келтите или техни преки предшественици. Около V век пр. Хр. се появяват и първите исторически сведения за келтско население в региона, което по това време установява контакти със Средиземноморието, а в средата на II век пр. Хр. започват да се използват монети.
Наименованието на съвременната държава идва от името на белгите – група келтски народи (макар при някои от тях да има видимо германско влияние), обитаваща региона при завоюването му от римляните. През 57 г. пр. Хр. белгите са подчинени от римския военачалник Юлий Цезар, който оставя първите подробни свидетелства за тях, изброявайки няколко десетки обособени народа. Територията на Белгия попада в северната част на образуваната малко по-късно римска провинция Галия Белгика, а през I век най-североизточният ѝ край става част от новосъздадената Долна Германия. Най-значимият градски център в съвременната територия на Белгия е Атуатука, днешният Тонгерен. Градът е седалище на един от първите християнски епископи в региона – свети Серватий (починал през 384 г.).
От края на III век на днешната територия започват да проникват франките (германски народ, живеещ североизточно от границата на Империята), доброволно или принудително заселвани от римските власти. През 358 г. император Юлиан Апостат заселва голяма част от салическите франки като федерати в областта Токсандрия.
Римската власт в днешна Белгия е разтърсена с пробива на рейнската граница от вандали, свеви, бургунди и алемани през 406 г. През следващите десетилетия страната е под властта на Соасонското кралство, фактически независим ексклав на Западната римска империя, и на набиращата сила франкска династия на Меровингите.

### Средновековие
Територията на днешна Белгия е сред първоначалните владения на Франкското кралство на Меровингите, което през VI век се разпростира върху значителна част от Западна Европа. През 496 година меровингският крал Хлодвиг I официално приема халкидонското християнство, допринасяйки за утвърждаването на католицизма в региона. В рамките на франкските владения Белгия е част от Австразия, която през следващите столетие периодично е самостоятелна държава.
През VII век властта на меровингските крале постепенно отслабва за сметка на придворните служители – майордоми. Особено влияние получава родът на Пипинидите, чиито семейни владения са в днешна източна Белгия – те постепенно монополизират поста на майордомите, а през 751 година Пипин Къси и формално се обявява за крал, поставяйки началото на династията на Каролингите. Неговият син Карл Велики разширява франкските владения в Централна и Южна Европа и е коронован за император на Свещената Римска империя.
При разделянето на франкските владения през IX век Фландрия в северозападната част на днешна Белгия става част от Западнофранкското кралство (по-късно Франция), а останалите райони остават в Свещената Римска империя. Последвалият период на политическа нестабилност, съпътстван и от нападенията на викингите, довежда до формирането на относително самостоятелни феодални владения. Към XI век в Белгия се утвърждават няколко такива владения – Лиежкото княжество, херцогствата Брабант и Лимбург и графствата Фландрия, Ено, Люксембург, Намюр.
През XII – XIV век нараства значението на градовете в днешна Белгия – много от тях получават специални привилегии, някои, като Брюге, Гент или Ипер, се превръщат в търговски центрове с международно значение, произвеждащи висококачествени тъкани от внасяна от Англия вълна. В самото начало на XIV век Фландрия с големи трудности предотвратява опита на Франция да наложи и на практика формалната си власт в графството, а в последвалата Стогодишна война регионът е сцена на съперничество между Франция и Англия.

### Бургундска и Испанска Нидерландия
През XIV – XV век херцозите на Бургундия, потомци на френската кралска династия Валоа, които създават собствена самостоятелна държава, поставят чрез династически бракове, покупки, военни и дипломатически ходове под свой контрол повечето феодални владения в днешна Белгия. През 1384 година са присъединени Фландрия и Мехелен, през 1429 година Намюр, година по-късно Брабант и Лимбург, през 1432 година Ено и през 1443 година Люксембург. Лиежкото епископство остава формално самостоятелен анклав, но херцозите имат силно влияние и там. След консолидират властта си в Нидерландия, в средата на XV век те фактически пренасят столицата си в Брюксел. Херцозите се стремят да модернизират управлението, като премахват някои местни привилегии, създават централна администрация и свикват първите Генерални щати.
След смъртта на последната наследница на бургундските херцози Мария Бургундска през 1482 година техните владения преминават към Хабсбургите. Първоначално в Нидерландия управлява синът на Мария Филип Хубави, който наследява и трона на Испания, а след него синът му Карл V, който освен това е и император на Свещената Римска империя. Карл V консолидира личната уния на отделните нидерландски провинции, обособени в рамките на империята в Бургундски имперски окръг, и централизира донякъде управлението им с Прагматическата санкция от 1549 г. През 1555 година Карл V предава бившите бургундски владения на сина си Филип и по този начин територията на днешна Белгия преминава към испанския клон на Хабсбургите. През XVI век Хабсбургите управляват Нидерландия като обособена област с общи губернатори, като постът е заеман най-дълго от Маргарета Австрийска (1507 – 1515, 1519 – 1530), Мария Унгарска (1531 – 1555) и Маргарита Пармска (1559 – 1567, 1578 – 1582).
Периодът на възход на региона при Хабсбургите приключва в края на 60-те години на XVI век, когато бунтове на нидерландските провинции срещу испанците поставят началото на Осемдесетгодишната война (1568 – 1648). След интензивна гражданска война, през 1581 година северните провинции се обособяват в самостоятелна република Съединени провинции, а южните остават под испанска власт и запазват католическия си характер, като така се оформя днешната граница между Белгия и Нидерландия. Освен преките поражения от войната, провинциите на днешна Белгия губят и значителна част от икономически активното си население, емигрирало на север, а Антверпен губи позицията си на главно търговско пристанище в региона за сметка на Амстердам.
През целия XVII век, особено при управлението на френския крал Луи XIV (1643 – 1715), днешната територия на Белгия е сцена на военни сблъсъци между Франция и други европейски сили, най-често Испания, Съединените провинции и Австрия. Военните действия нанасят тежки материални щети, като при разрушаването на Брюксел от французите през 1695 година. Въпреки това градове като Антверпен запазват активния си културен живот и са сред центровете на бароковото изкуство.

### XVIII век, Революцията и Обединеното кралство
С Ращатския договор от 1714 година територията на Испанска Нидерландия преминава под контрола на австрийския клон на Хабсбургите. Австрия не проявява голям интерес към областта, която е създадена под британски натиск като буферна държава срещу възможната експанзия на Франция. През следващите десетилетия австрийското правителство правителство прави няколко опита да я замени за друга територия, по-близка до нейната основна територия, като Бавария или Силезия.
През втората половина на XVIII век Австрийска Нидерландия е обхваната от либералните реформи, провеждани от император Йозеф II. Тук те срещат сериозна съпротива от страна на църквата и традиционните институции на провинциите, която достига своята кулминация с Брабантската революция и обявената независимост на Съединените белгийски щати през 1790 година.
През 1795 година, в хода на Революционните войни, цялата територия на Белгия е анексирана от Франция. С анексията дотогавашната Австрийска Нидерландия е обединена с формално самостоятелното Лиежко княжество и е разделена на девет департамента, съответстващи на днешните девет белгийски провинции. Присъединяването към Франция е свързано с утежнено данъчно облагане, масови мобилизации и репресии срещу католицизма и фламандската култура, които предизвикват масова емиграция и Селската война от 1798 година. В същото време през този период градовете преживяват относителен стопански подем, корабоплаването между Антверпен и морето е възстановено и са поставени основите не Индустриалната революция.
След поражението на Франция в Наполеоновите войни и окончателния разгром на Наполеон I край брабантското село Ватерло през 1815 година територията на Белгия става част от новосъздаденото Обединено кралство Нидерландия. През следващите години южните провинции на Обединеното кралство бързо се индустриализират, но управлението на крал Вилем I предизвиква масово и засилващо се недоволство – на потисканата католическа църква, на културно дискриминираната френскоезична общност, на недоволните от централизацията на управлението либерали. Нарастващото напрежение довежда до Белгийската революция от 1830 година и отделянето на южните провинции в независима белгийска държава – католическа, буржоазна, неутрална и с официален френски език.

### Независима Белгия
След избора за крал на Леополд I от династията Сакс-Кобург и Гота на 21 юли 1831 г. (датата днес се отбелязва като национален празник на Белгия) страната е конституционна монархия и парламентарна демокрация със светско държавно управление, основано на Наполеоновия кодекс. Първоначално избирателните права са ограничени – мъжете получават общо избирателно право през 1893 г. (изравнено през 1919 г.), а жените – през 1949 г.
Основните политически партии през XIX век са Католическата и Либералната, а в края на столетието е основана и Белгийска работническа партия. Първоначално френският е единствен официален език, използван широко от аристокрацията и буржоазията от всички етнически групи, но постепенно нидерландският също получава признание – през 1898 г. той е приет за официален език.
На Берлинската конференция през 1885 г. белгийският крал Леополд II получава като лично владение Свободната държава Конго. В началото на XX век неговото варварско отношение към населението на Конго, жестоко експлоатирано в добива на слонова кост и каучук, предизвиква международно недоволство и през 1908 г. белгийското правителство поема управлението на колонията, преименувана на Белгийско Конго.
Със своето създаване Белгия е превърната в буферна държава между Франция и Германия, като нейният неутралитет е гарантиран срещу бъдеща чужда агресия. Този неутралитет е нарушен през 1914 г., когато Германия напада Белгия като част от плана „Шлифен“. Решението на Великобритания да спази договорните си задължения, както и Сърдечното съглашение с Франция, ги принуждават да се включат в Първата световна война, по време на която в Белгия се водят едни от най-активните сражения на Западния фронт.
Трагична е историята на град Ипър – в хода на войната той е практически напълно разрушен, тук за пръв път в историята на войните е използван отровният газ хлор. Използваният две години след това иприт е наречен в чест на този град.
На 3 април 1925 г. е сключен договор между Белгия и Нидерландия за преразглеждане на договора от 1839 г. Отменя се продължителният неутралитет на Белгия и се демилитаризира пристанището Антверпен.
След Първата световна война Белгия получава бившата германска колония Руанда-Урунди, която от 1924 г. е подмандатна територия, а през 1925 г. анексира окръга Ойпен-Малмеди, поради което днес в страната има немскоезично малцинство. След период на съюз с Франция след войната, Белгия се опитва да се върне към неутралитета през 30-те години на ХХ век, но отново е нападната от Германия през 1940 г., в началото на Втора световна война. След битката за Белгия цялата страна е окупирана от Германия, като през следващите години са убити 40 690 белгийци, половината от тях евреи. Между септември 1944 и февруари 1945 г. в страната отново се водят боеве. Освобождението на страната започва на 3 септември 1944 г. с навлизането на английски войски в Брюксел.
На 11 февруари 1945 г. се образува правителство начело с десния социалист ван Акер.

### След Втората световна война
След Втората световна война политиката на неутралитет е изоставена и Белгия е сред основателите на НАТО (1949), Бенелюкс, Европейската общност за въглища и стомана (1957), Европейската общност за атомна енергия и Европейската икономическа общност – предшественик на днешния Европейски съюз.
През 1951 г. обща стачка принуждава крал Леополд III, обвиняван в колаборационизъм с германците, да абдикира. Белгийско Конго получава независимост през 1960 г., последвано две години по-късно от Руанда-Урунди.
През 20 век историята на Белгия е все по-силно повлияна от нарастващата автономия на двете основни общности, нидерландо- и френскоговорещите. Това се вижда и от факта, че от около 1970 г. вече не съществуват общонационални белгийски политически партии, а само партии на фламандско- или френскоговорещите. Редовните опити за създаване на национални белгийски партии приключват с не повече от 1% от гласовете. Политическият пейзаж представлява почти огледална политическа система, отразяваща двете водещи езикови общности.
На 31 юли 1993 г. почива крал Бодуен I. На 9 август на трона го наследява брат му, Албер II.
През 2001 г. се ражда първото дете на кронпринц Филип и съпругата му Матилда, продължител на династията.
През 2003 г. в резултат на парламентарните избори премиер-министър отново става Ги Верхофстад.
От 12 януари 2006 г. Белгия е председател на Организацията по сигурност и сътрудничество в Европа (ОССЕ).
На 19 декември 2008 г. подава оставка премиер-министърът на Белгия Ив Льотерм заради скандал, свързан с продажбата на най-голямата белгийска финансова компания „Fortis“. Поста на премиер-министър на страната заема Херман ван Ромпой, лидер на Фламандската христиан-демократическа партия. Новото правителство на Хермана ван Ромпой включва представители на същите пет политически партии, ръководени от неговия предшественик. На 13 юни 2010 г. се провеждат извънредни парламентарни избори, но до формиране на правителство така и не се стига. Белгия отбелязва 540 дни без правителство, като по този начин поставя световен рекорд.
На 6 декември 2011 г. новият министерски кабинет начело с Елио Ди Рупо се заклева пред краля.